# 膨脹上節蜱
膨脹上節蜱（学名：Epitrimerus turgidus）为節蜱科上節蜱屬下的一个种。